# 1.5支路街区
|  |

1.5支路街区，是重庆市渝北区双龙湖街道的一片街区，由龙旺街、龙瑞街、龙康街、龙顺街共4条街组成，区域内多餐馆，是当地一美食街区。

## 来历
“1.5支路”本指龙裕街，是重庆市渝北区的一条街，长约200米，因位于北侧“1支路”（龙旺街）与南侧“2支路”（飞湖路）间而出现如此小数点支路，是当地人的习惯称呼；其南侧亦有一条龙康街，同样原因被称为“1.8支路”。

## 美食街区
1.5支路街区中有多家餐饮店，包括大排档、夜啤酒、烤羊腿、油蚱蜢、烤鱼、烤脑花等多种类型，仅其龙裕街上即有近40家餐饮商户，因所在两路城区先前围绕当地农贸市场进行开发建设，彼时于此规划好吃街，居民常于此处路边歇凉、喝啤酒而逐渐形成美食街区，是所在渝北两路片区最密集的美食街。
街区餐饮店多在夜间开始营业，早者次日凌晨3时打烊，部分店铺甚至营业至清晨，街区生意旺盛，又因距离重庆江北国际机场近，除本地人会光顾街区外，也有外地人光顾。
1.5支路现作为渝北区特色夜市街区之一，将举办美食节、小吃节、啤酒节等各类活动，另在《重庆市渝北区现代服务业发展“十四五”规划（2021—2025年）》中也被规划为特色商业街区。

## 旧城改造
1.5支路街区位于渝北双龙湖街道龙顺街社区，建于20世纪90年代，由龙旺、龙瑞、龙康、龙顺4条街围成，截至2022年街区内共有19栋单体楼、63个单元、1166户（住宅954户、门市212户）、3000余人，是重庆市的老旧小区之一。进行改造前街区存在过进出人员复杂、电瓶车飞线充电、消防配套设施不齐、排水不通畅等问题。
2020年起渝北区政府为街区改造立项，截至2022年投资3430万元人民币对街区进行了旧城改造，为街区住宅翻新外立面、加装电梯、划分停车区域、修建消防通道、邻里中心、更换管网等，提升街区设施、环境条件，并在街区实施居民自治的“单元长制”。